# Zakomar

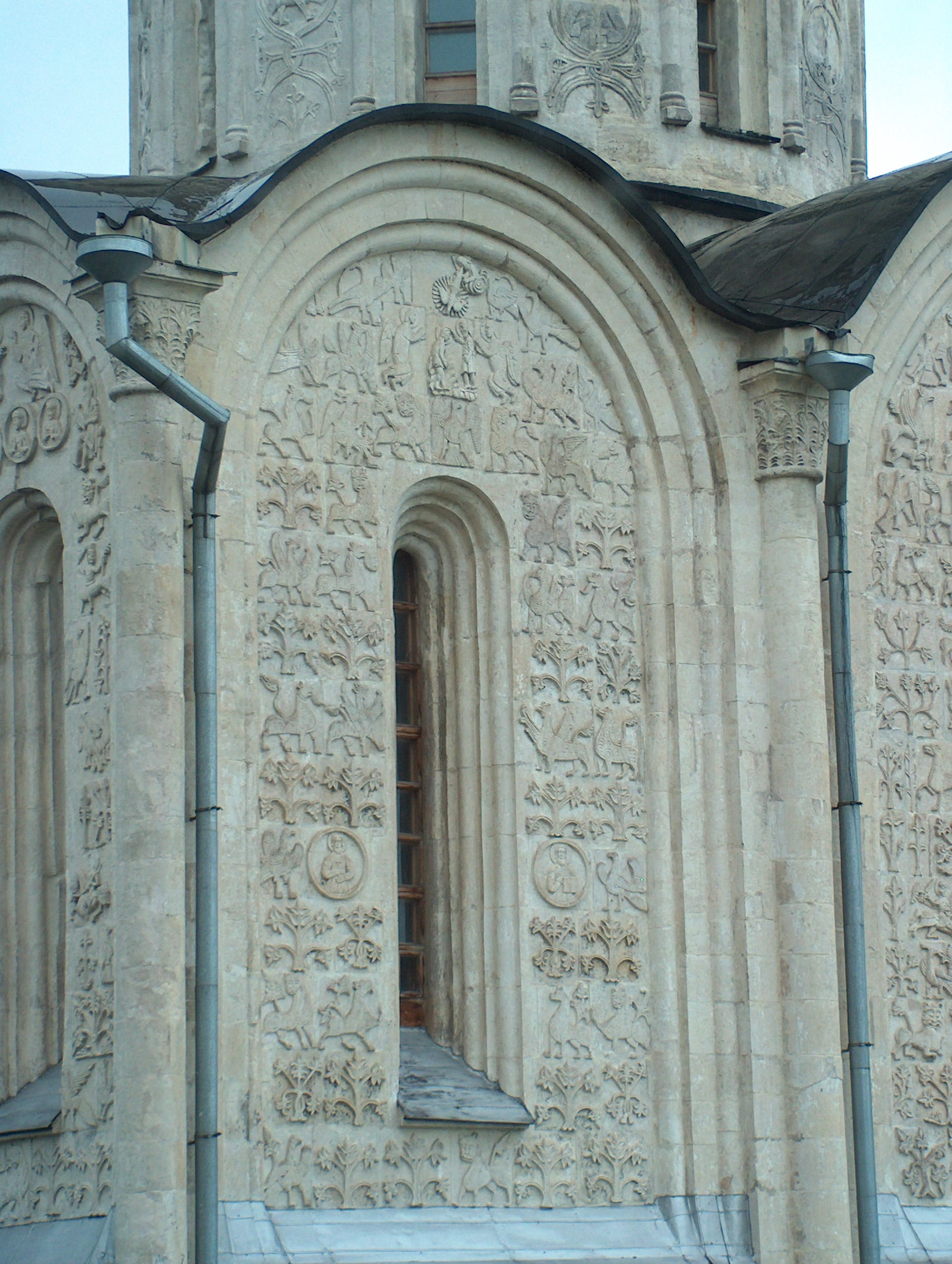
Zakomar au-dessus d'une arcade de la cathédrale Saint-Dimitri.

Un zakomar (en russe : Закома́ра ; de l'ancien russe komara, « cintre ») est un élément d'architecture des bâtiments en Russie, qui recouvre la partie supérieure d'une paroi et qui a la forme d'une quille de bateau retournée. Les zakomars dessinent sur les façades de grandes arcades.
Ils sont posés directement sur l'extrados des voûtes. Elles se trouvent à la base des tambours et des coupoles de nombreuses églises russes. Elle diffèrent des kokochniks qui n'ont eux, qu'une fonction décorative des toits.

## Histoire
Du XIIe siècle au XVIIe siècle, les zakomars formaient en Russie un élément typique de la décoration des anciennes églises orthodoxes. Les zakomars sont parfois accompagnés de kokochniks sur le même édifice.

## Couvertures en zakomars
Les zakomars sont posés sur les arcades ou les voûtes des édifices où ils sont utilisés. Leur nombre varie en fonction du nombre d'arcades.
Au XVIIe siècle, de nombreuses églises étaient recouvertes de zakomars. Cependant, la structure complexe et courbe des zakomars n'était pas pratique : la neige s'accumule sur les toits, de même que l'eau de pluie et cela finit par provoquer des infiltrations.
Au XVIIe siècle et au XVIIIe siècle, la pierre est de moins en moins utilisée pour la construction d'églises et, en même temps, les zakomars disparaissent. À la place de la pierre, c'est la brique qui est utilisée. En même temps, les zakomars sont remplacés par des toits à quatre pentes.
À la fin du XXe siècle a débuté une nouvelle période d'utilisation des zakomars grâce aux technologies nouvelles, qui permettent d'éviter les infiltrations de neige et d'eau de pluie, comme lors de la reconstruction de la cathédrale de la Dormition de Iaroslavl.

## Photographies

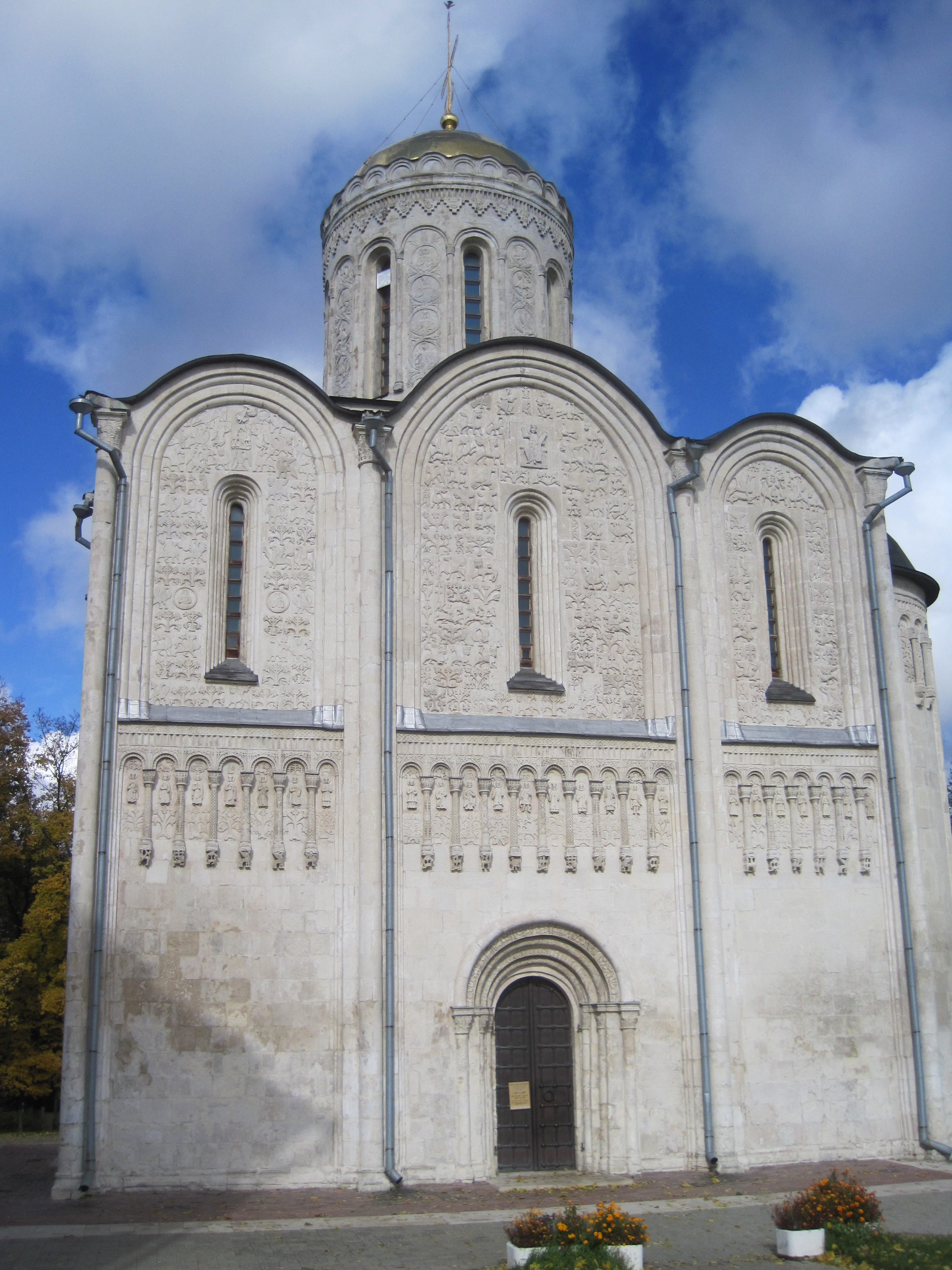
Zakomars de la cathédrale Saint-Dimitri à Vladimir.
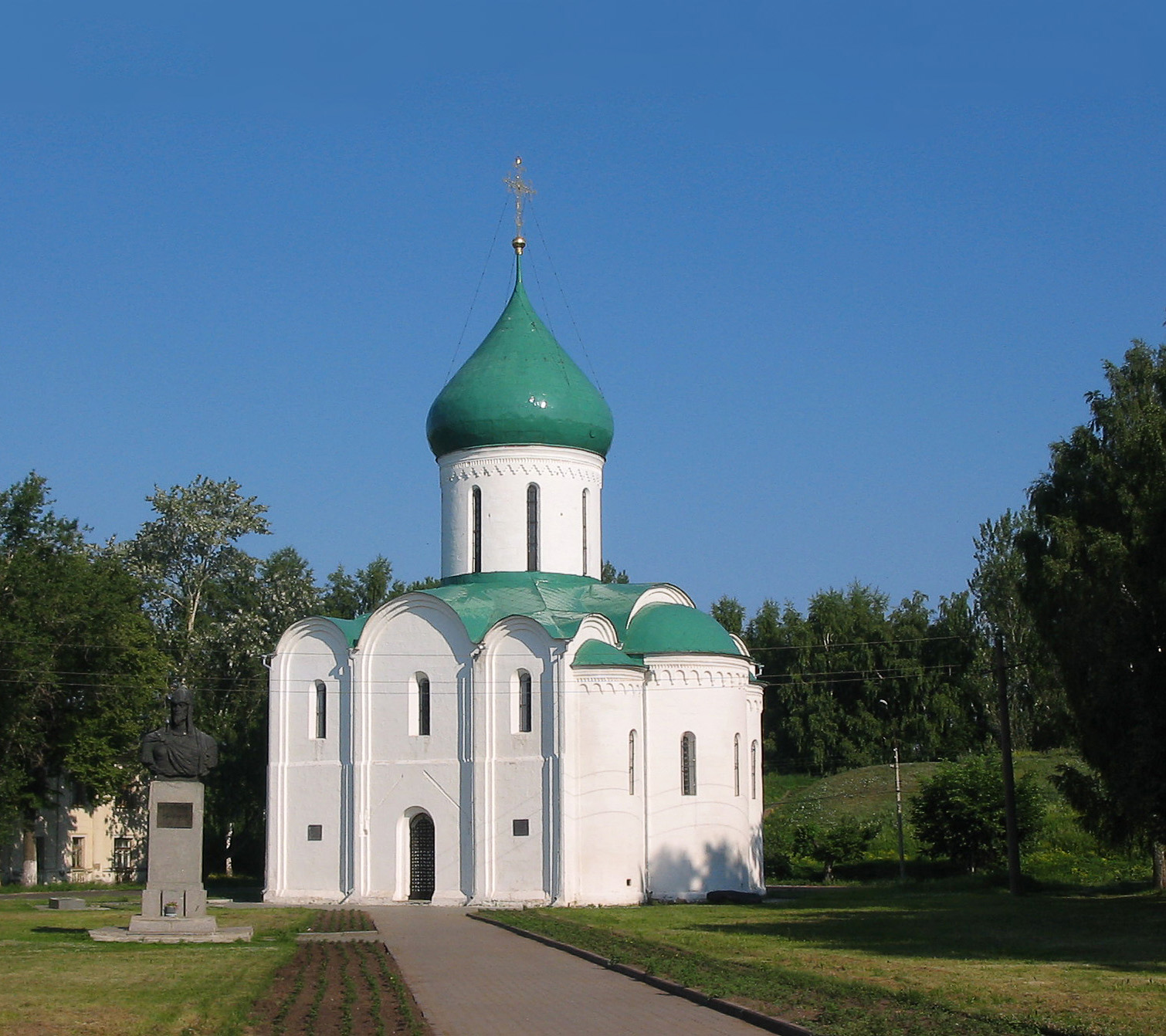
Église de la Transfiguration de Pereslavl-Zalesski, façades recouvertes de zakomars.
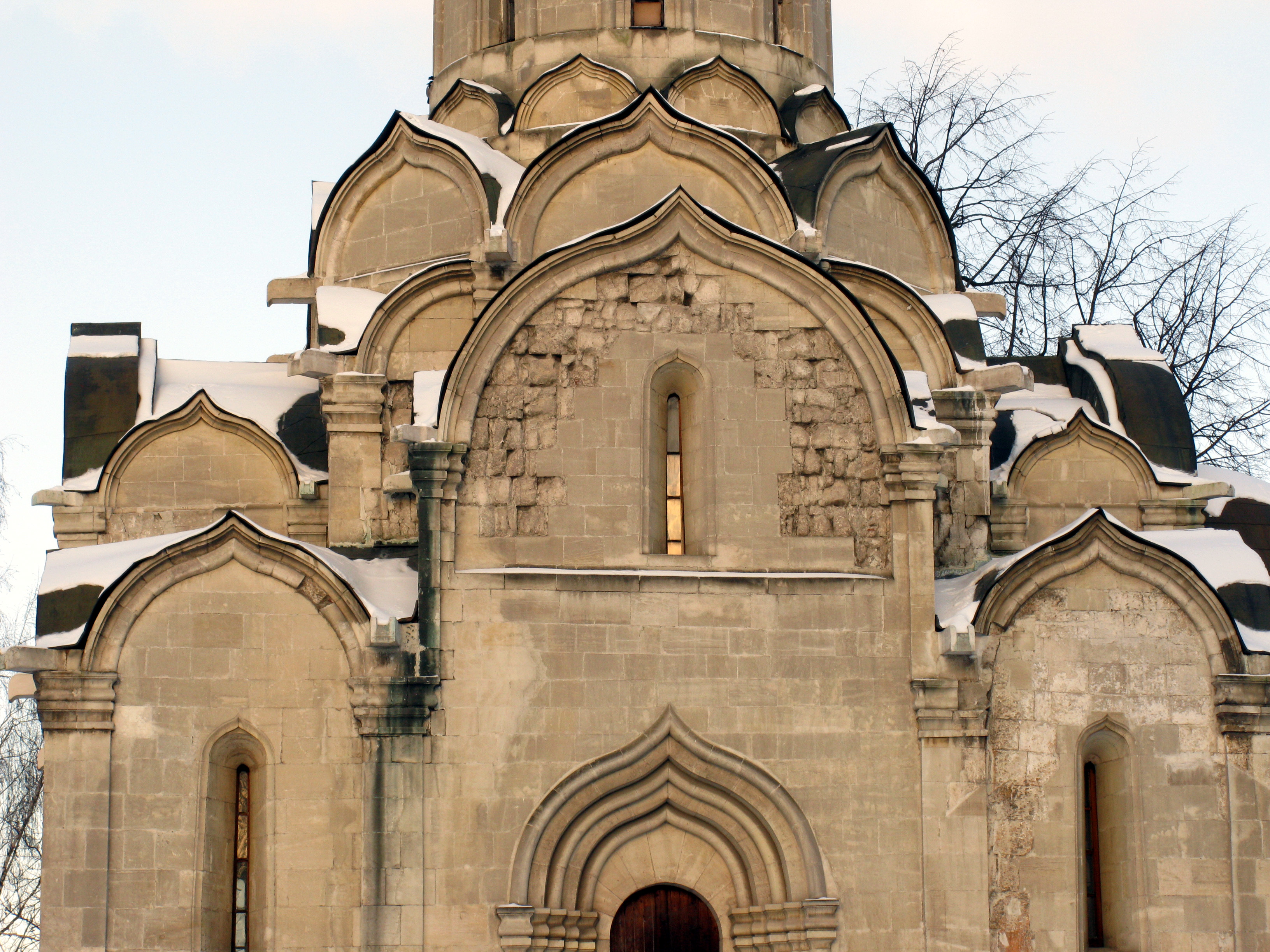
Cathédrale du sauveur du monastère Andronikov : exemple typique d'utilisation à la fois de kokochniks et de zakomars.
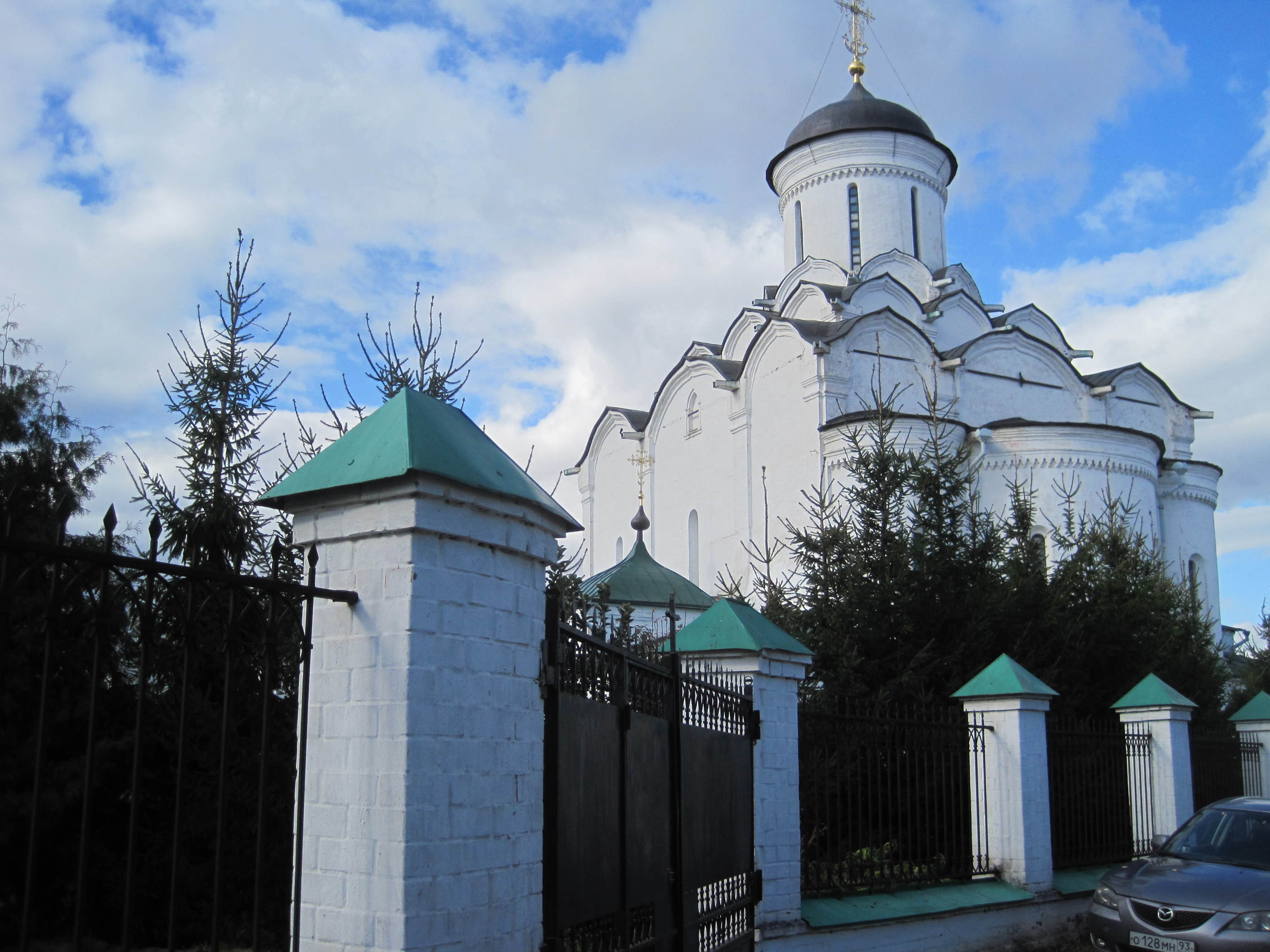
Couvent Kniaguinine à Vladimir : autre exemple de zakomars et kokochnikis réunis.
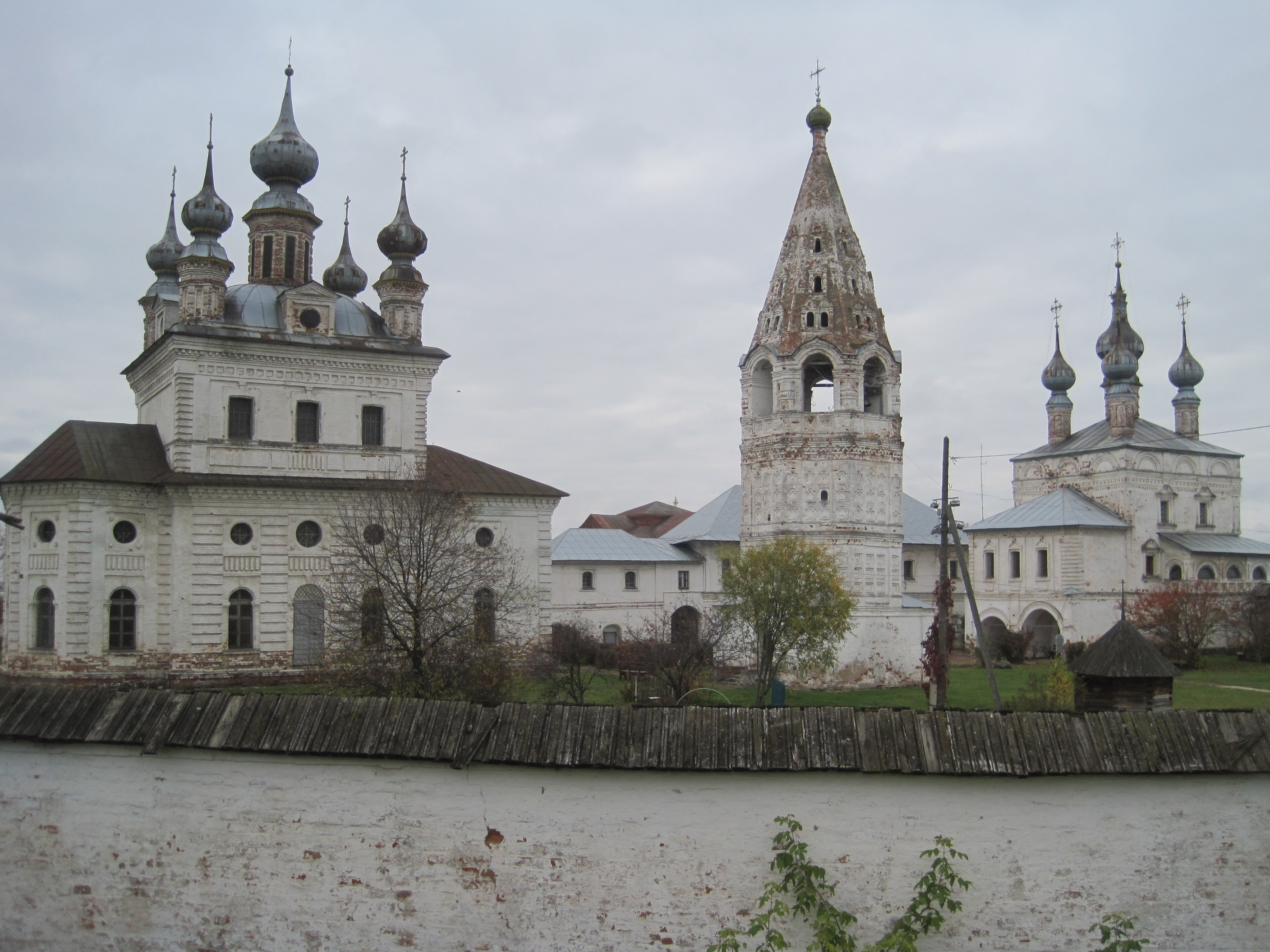
Monastère Saint-Michel-Archange à Iouriev-Polski, datant du XVIIe siècle avec des toits en pente.
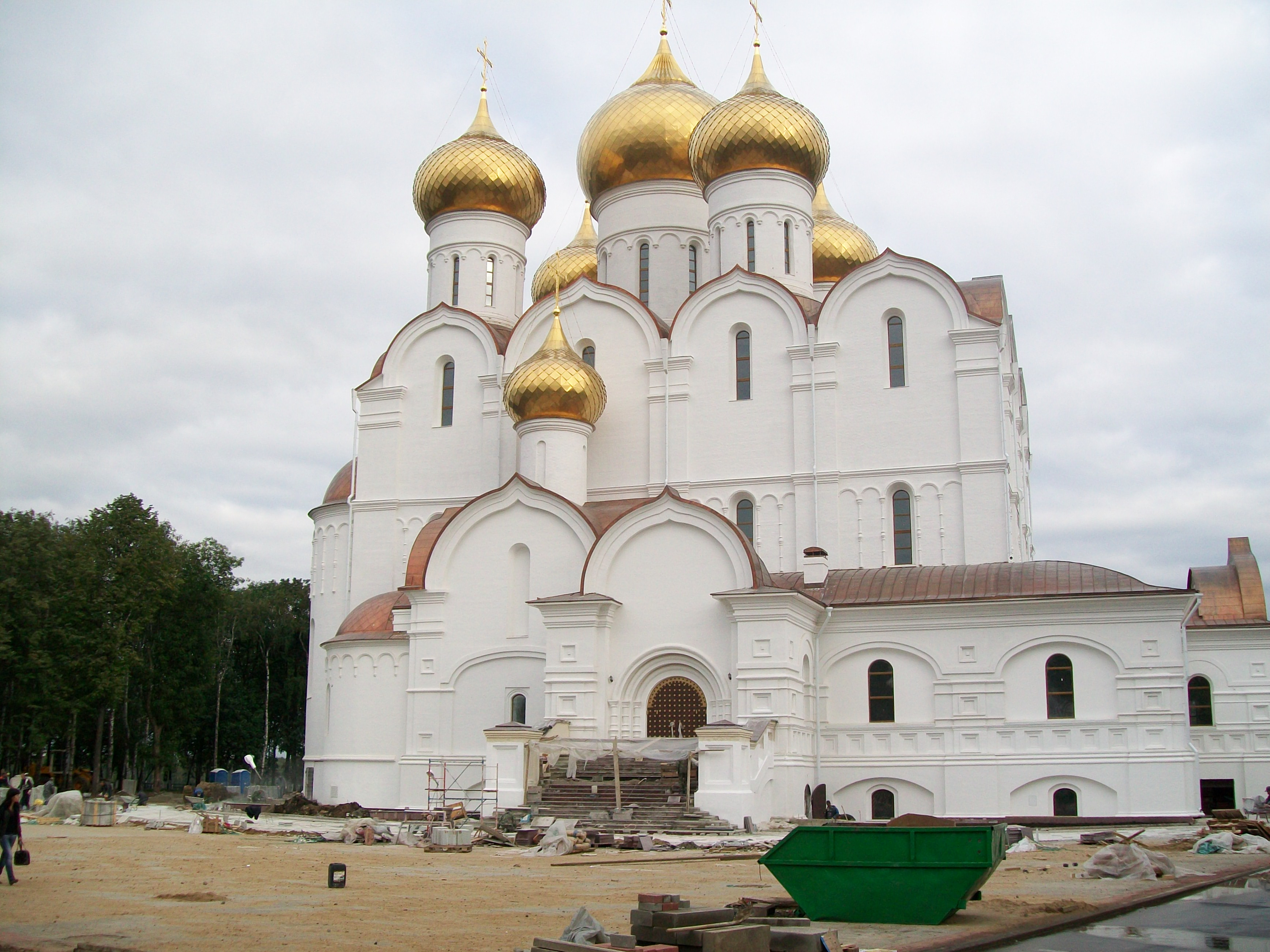
Nouvelle cathédrale de la Dormition de Iaroslavl (2006) avec de nouvelles techniques pour rendre les zakomars étanches.